# Mefisto (película)
Mefisto es una película de István Szabó, en la cual se desarrollan temas de desesperación y ambición en un ambiente frío, típico de los elementos del director. Ganó el Óscar como mejor película extranjera en 1981, entregado por la Academia.

## Argumento
Versión cinematográfica de 1981 de la novela homónima de Klaus Mann. La historia se desarrolla en la Alemania nazi de los años 30 en la figura de un actor de teatro (es una semibiografía del famoso actor alemán Gustaf Gründgens), al que la situación política no le interesa, hasta que los nazis empiezan a crecer en su poder y en su influencia, entonces su influencia dentro de la política le permite sobrevivir para que los nazis logren tener una percepción favorable de él al Partido Nacional Socialista.

## Reparto
- Klaus Maria Brandauer
- Krystyna Janda
- Ildiko Bansagi
- Rolf Hoppe
- Peter Andorai

## Premios
- Oscar a la mejor película extranjera
- Premio al mejor guion en el Festival Internacional de Cine de Cannes

- Datos: Q314418